# Rally van Portugal
De Rally van Portugal, voorheen bekend als Rallye Vinho do Porto of TAP Rallye de Portugal, en tegenwoordig formeel als Vodafone Rally de Portugal, is het grootste rallyevenement in Portugal en een ronde van het wereldkampioenschap rally.

## Geschiedenis
De rally werd in 1967 voor het eerst georganiseerd, in het gebied rondom Estoril. De rally maakte deel uit van de kalender in het inaugurele seizoen van het Wereldkampioenschap rally in 1973, en hield deze plaats vast tot aan 2001. Voor het seizoen 2002 moest de rally plaatsmaken voor de Rally van Duitsland. De rally was sindsdien gereconstrueerd en werd nu gehouden in de Algarve omgeving. Nadat de organisatie zich in 2006 weer kandidaat had gesteld, verkreeg de rally in het 2007 seizoen weer een plaats op de WK-kalender. In 2008 ontbrak de rally door een rotatiesysteem die de overkoepelende organisatie FIA op dat moment hanteerde, maar in 2009 keerde het evenement weer terug. Inmiddels heeft het hierin ook een vaste plaats verworven.
In 2000 werd de rally door de rijders benoemd tot 'Rally of the Year'. De Finse rallyrijder Markku Alén was met vijf overwinningen lange tijd het meest succesvol in de rally, maar dit record werd in 2017 geëvenaard door Sébastien Ogier.
Het schrappen van subsidies door de lokale overheden van de Algarve – waar men de Euro's liever wou spenderen aan golf en surfen – lag mee aan de basis om in 2015, na een afwezigheid van 14 jaar, terug naar de “bakermat” van de rally in het noorden van het land te trekken. Het nieuwe rallycentrum bevindt zich nu in Matosinhos, net buiten Porto.

## Wedstrijdkarakteristieken
Het Portugese evenement was van oorsprong een rally die op verschillende ondergronden werd verreden. De openingsproeven vlak bij de hoofdstad Lissabon vonden plaats in een bosrijke omgeving op asfaltwegen, terwijl de resterende proeven hogerop in het noorden op onverhard werden verreden. Sinds eind jaren negentig werd de concentratie meer op losse ondergronden gelegd en werd het in zekere zin een puur onverhard evenement.
Een ander sterk kenmerk van de rally waren de enorme aantallen toeschouwers die het evenement altijd trok. Met name in de jaren zeventig en tachtig toen toeschouwersveiligheid miniem was, werden de rallypaden bestormd door honderdduizenden toeschouwers, met name op de asfaltproeven nabij Lissabon, die vaak het meeste bekijk trokken van het lokale publiek. Dit zorgde vaak voor angstaanjagende taferelen, waar mensen zo lang mogelijk op de weg bleven staan terwijl een competitieve deelnemer met zijn auto aan kwam zetten. Dit alles bereikte zijn climax tijdens de 1986 editie toen lokale rijder Joaquim Santos in een Ford RS200 een groep toeschouwers moest ontwijken die zich in een buitenbocht geschaard hadden op de weg. Hierbij raakte hij de macht over het stuur kwijt, en ging aan de andere kant van de weg af en belandde in een zee van mensen. In totaal kwamen er vier mensen om het leven (waarvan drie ter plekke) en vielen er daarnaast nog tientallen gewonden. Alle overige fabrieksrijders trokken zich vervolgens als protest terug uit de rally, aangezien zij niet in deze condities door wilden rijden. Dit was tevens de eerste aderlating voor de toenmalige Groep B klasse, die later dat jaar na een dodelijk ongeval van Lancia-rijder Henri Toivonen helemaal opgeschort zou worden. Een consequentie voor de rally zelf was dat de openingsproeven nabij Lissabon voortaan werden geschrapt, al bleek dit in de eerstvolgende jaren geen garantie te zijn op een betere veiligheid van toeschouwers. Sinds de jaren negentig zijn de omstandigheden hierin echter drastisch verbeterd. Nog steeds is echter de Portugese WK-ronde een van de drukst bezochte rally's op de kalender.

## Lijst van winnaars

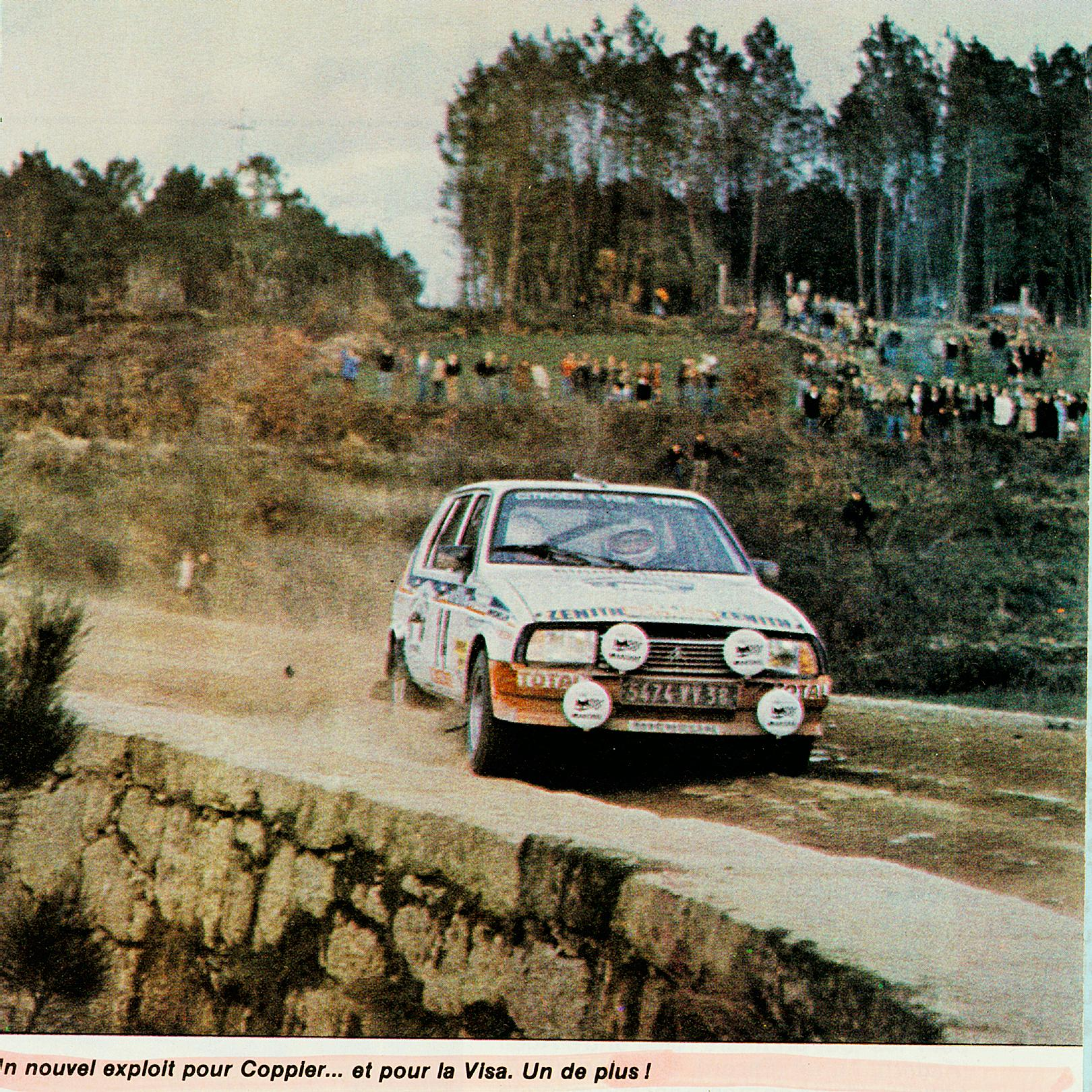
Een deelnemer aan de rally in 1982

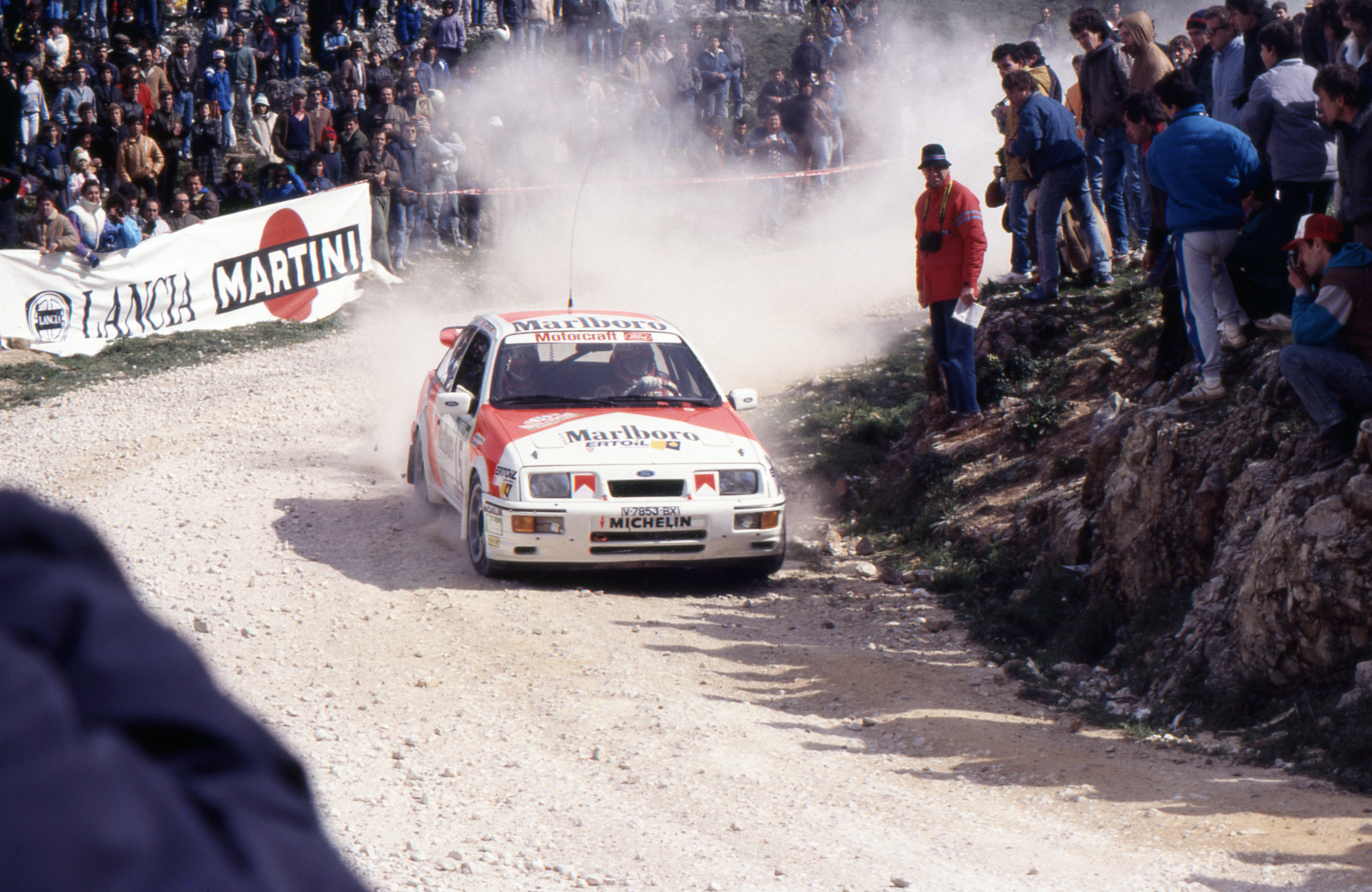
Carlos Sainz over een van de druk bezochte proeven tijdens de rally in 1988

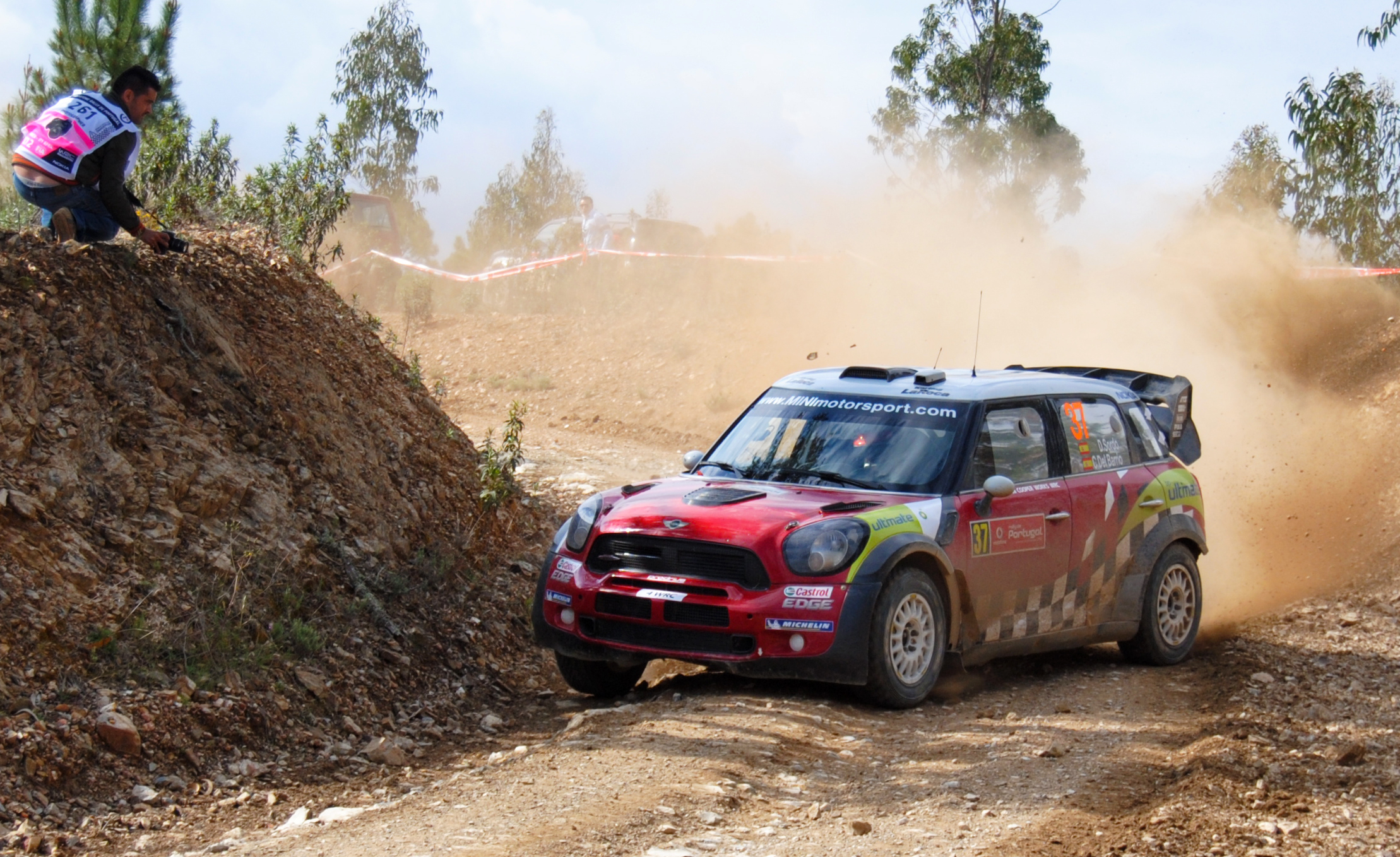
Daniel Sordo actief tijdens de rally in haar tweede incarnatie, in 2012

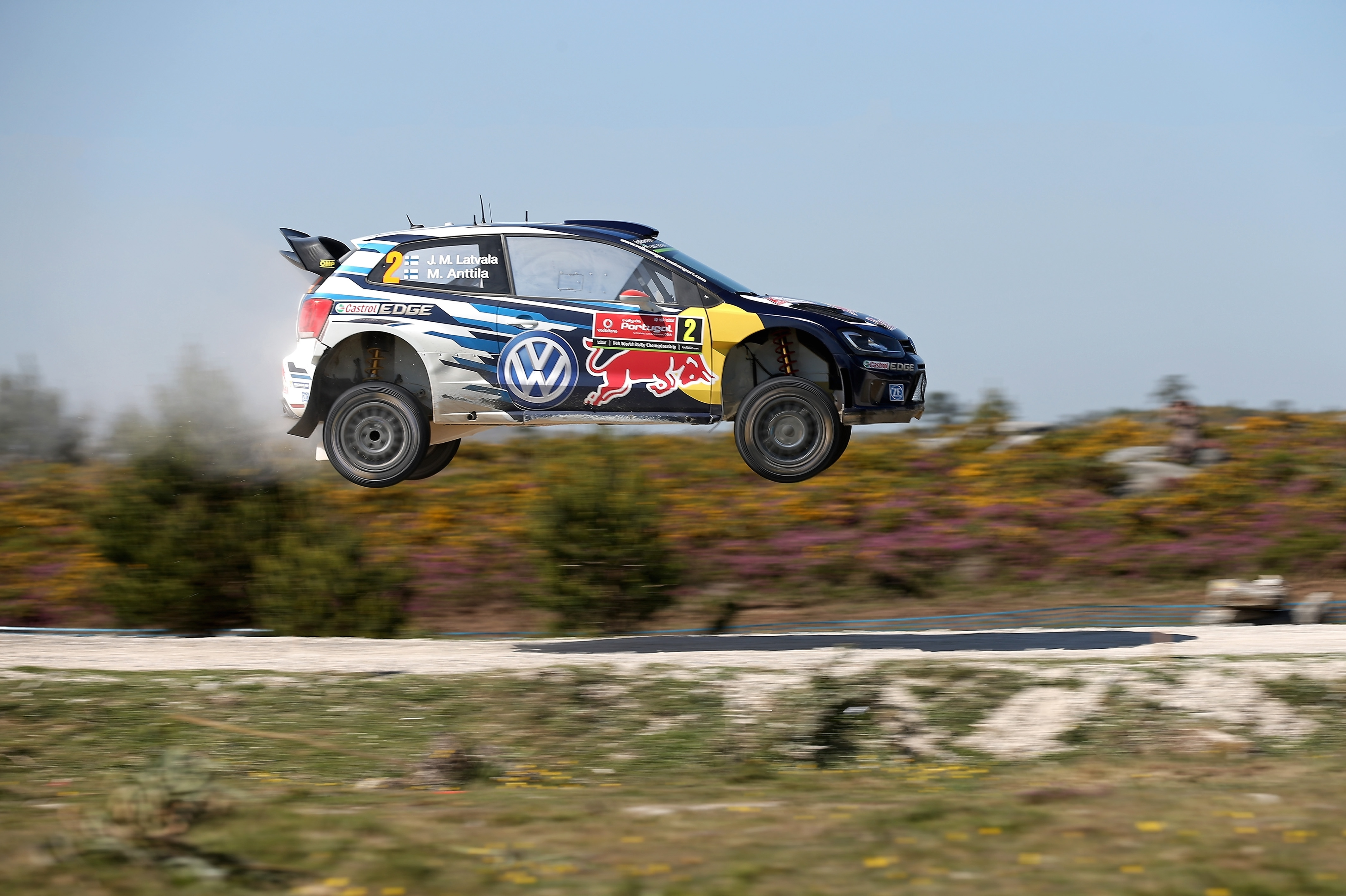
De rally, nu weer terug in oude vorm, werd in 2015 gewonnen door Jari-Matti Latvala

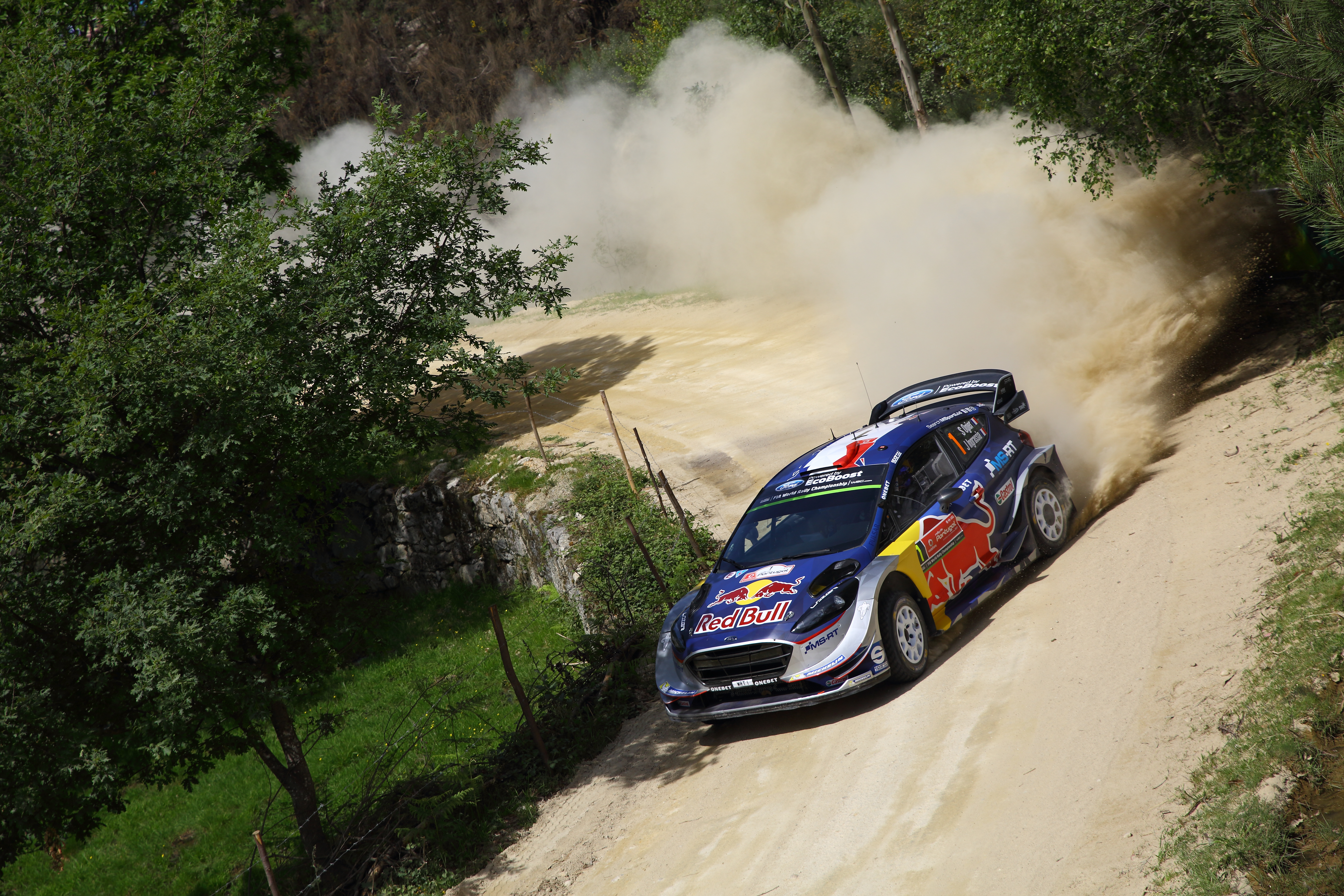
Sébastien Ogier evenaarde met een vijfde overwinning in 2017 het record van Markku Alén

| Editie | Seizoen | Rijder                                        | Navigator                                     | Auto                                          |
| ------ | ------- | --------------------------------------------- | --------------------------------------------- | --------------------------------------------- |
| 57     | 2024    | Sébastien Ogier                               | Vincent Landais                               | Toyota GR Yaris Rally1                        |
| 56     | 2023    | Kalle Rovanperä                               | Jonne Halttunen                               | Toyota GR Yaris Rally1                        |
| 55     | 2022    | Kalle Rovanperä                               | Jonne Halttunen                               | Toyota GR Yaris Rally1                        |
| 54     | 2021    | Elfyn Evans                                   | Scott Martin                                  | Toyota Yaris WRC                              |
| -      | 2020    | Rally niet gehouden vanwege COVID-19-pandemie | Rally niet gehouden vanwege COVID-19-pandemie | Rally niet gehouden vanwege COVID-19-pandemie |
| 53     | 2019    | Ott Tänak                                     | Martin Järveoja                               | Toyota Yaris WRC                              |
| 52     | 2018    | Thierry Neuville                              | Nicolas Gilsoul                               | Hyundai i20 Coupé WRC                         |
| 51     | 2017    | Sébastien Ogier                               | Julien Ingrassia                              | Ford Fiesta WRC                               |
| 50     | 2016    | Kris Meeke                                    | Paul Nagle                                    | Citroën DS3 WRC                               |
| 49     | 2015    | Jari-Matti Latvala                            | Miikka Anttila                                | Volkswagen Polo R WRC                         |
| 48     | 2014    | Sébastien Ogier                               | Julien Ingrassia                              | Volkswagen Polo R WRC                         |
| 47     | 2013    | Sébastien Ogier                               | Julien Ingrassia                              | Volkswagen Polo R WRC                         |
| 46     | 2012    | Mads Østberg                                  | Jonas Andersson                               | Ford Fiesta RS WRC                            |
| 45     | 2011    | Sébastien Ogier                               | Julien Ingrassia                              | Citroën DS3 WRC                               |
| 44     | 2010    | Sébastien Ogier                               | Julien Ingrassia                              | Citroën C4 WRC                                |
| 43     | 2009    | Sébastien Loeb                                | Daniel Elena                                  | Citroën C4 WRC                                |
| 42     | 2008    | Luca Rossetti                                 | Matteo Chiarcossi                             | Peugeot 207 S2000                             |
| 41     | 2007    | Sébastien Loeb                                | Daniel Elena                                  | Citroën C4 WRC                                |
| 40     | 2006    | Armindo Araújo                                | Miguel Ramalho                                | Mitsubishi Lancer Evo VIII                    |
| 39     | 2005    | Daniel Carlsson                               | Mattias Andersson                             | Subaru Impreza WRX STi                        |
| 38     | 2004    | Armindo Araújo                                | Miguel Ramalho                                | Citroën Saxo VTS S1600                        |
| 37     | 2003    | Armindo Araújo                                | Miguel Ramalho                                | Citroën Saxo VTS S1600                        |
| 36     | 2002    | Didier Auriol                                 | Thierry Barjou                                | Toyota Corolla WRC                            |
| 35     | 2001    | Tommi Mäkinen                                 | Risto Mannisenmäki                            | Mitsubishi Lancer Evo 6.5                     |
| 34     | 2000    | Richard Burns                                 | Robert Reid                                   | Subaru Impreza WRC2000                        |
| 33     | 1999    | Colin McRae                                   | Nicky Grist                                   | Ford Focus WRC                                |
| 32     | 1998    | Colin McRae                                   | Nicky Grist                                   | Subaru Impreza WRC98                          |
| 31     | 1997    | Tommi Mäkinen                                 | Seppo Harjanne                                | Mitsubishi Lancer Evo IV                      |
| 30     | 1996    | Rui Madeira                                   | Nuno da Silva                                 | Toyota Celica GT-Four                         |
| 29     | 1995    | Carlos Sainz                                  | Luís Moya                                     | Subaru Impreza 555                            |
| 28     | 1994    | Juha Kankkunen                                | Nicky Grist                                   | Toyota Celica Turbo 4WD                       |
| 27     | 1993    | François Delecour                             | Daniel Grataloup                              | Ford Escort RS Cosworth                       |
| 26     | 1992    | Juha Kankkunen                                | Juha Piironen                                 | Lancia Delta HF Integrale                     |
| 25     | 1991    | Carlos Sainz                                  | Luís Moya                                     | Toyota Celica GT-Four                         |
| 24     | 1990    | Miki Biasion                                  | Tiziano Siviero                               | Lancia Delta Integrale 16V                    |
| 23     | 1989    | Miki Biasion                                  | Tiziano Siviero                               | Lancia Delta Integrale                        |
| 22     | 1988    | Miki Biasion                                  | Carlo Cassina                                 | Lancia Delta Integrale                        |
| 21     | 1987    | Markku Alén                                   | Ilkka Kivimäki                                | Lancia Delta HF 4WD                           |
| 20     | 1986    | Joaquim Moutinho                              | Edgar Fortes                                  | Renault 5 Turbo                               |
| 19     | 1985    | Timo Salonen                                  | Seppo Harjanne                                | Peugeot 205 Turbo 16                          |
| 18     | 1984    | Hannu Mikkola                                 | Arne Hertz                                    | Audi quattro A2                               |
| 17     | 1983    | Hannu Mikkola                                 | Arne Hertz                                    | Audi quattro A1                               |
| 16     | 1982    | Michèle Mouton                                | Fabrizia Pons                                 | Audi quattro                                  |
| 15     | 1981    | Markku Alén                                   | Ilkka Kivimäki                                | Fiat 131 Abarth                               |
| 14     | 1980    | Walter Röhrl                                  | Christian Geistdörfer                         | Fiat 131 Abarth                               |
| 13     | 1979    | Hannu Mikkola                                 | Arne Hertz                                    | Ford Escort RS1800                            |
| 12     | 1978    | Markku Alén                                   | Ilkka Kivimäki                                | Fiat 131 Abarth                               |
| 11     | 1977    | Markku Alén                                   | Ilkka Kivimäki                                | Fiat 131 Abarth                               |
| 10     | 1976    | Sandro Munari                                 | Silvio Maiga                                  | Lancia Stratos HF                             |
| 9      | 1975    | Markku Alén                                   | Ilkka Kivimäki                                | Fiat Abarth 124 Rallye                        |
| 8      | 1974    | Raffaele Pinto                                | Arnaldo Bernacchini                           | Fiat Abarth 124 Rallye                        |
| 7      | 1973    | Jean-Luc Thérier                              | Jacques Jaubert                               | Alpine-Renault A110 1800                      |
| 6      | 1972    | Achim Warmbold                                | John Davenport                                | BMW 2002 TII                                  |
| 5      | 1971    | Jean-Pierre Nicolas                           | Jean Todt                                     | Alpine-Renault A110 1600                      |
| 4      | 1970    | Simo Lampinen                                 | John Davenport                                | Lancia Fulvia 1.6 Coupé HF                    |
| 3      | 1969    | Francisco Romãozinho                          | "Jocames"                                     | Citroën DS 21                                 |
| 2      | 1968    | Tony Fall                                     | Ron Crellin                                   | Lancia Fulvia 1.3 Coupé HF                    |
| 1      | 1967    | Carpinteiro Albino                            | Silva Pereira                                 | Renault 8 Gordini                             |